# Die Vögel (Du Maurier)

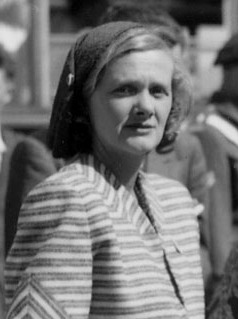
Daphne du Maurier (1947)

Die Vögel (Originaltitel: The Birds) ist eine 1952 erschienene phantastische Novelle von Daphne du Maurier. Sie weist sowohl Horrorelemente als auch Merkmale der Science-Fiction auf und handelt von plötzlichen Angriffen riesiger Vogelschwärme auf Menschen im winterlichen England – und vielleicht auf der ganzen Welt. Protagonist ist ein Kriegsveteran, der mit seiner Familie im ländlichen Cornwall lebt und die Vorgänge von Anfang an beobachtet.
Die Novelle ist die Grundlage für die berühmte Verfilmung von Alfred Hitchcock von 1963, die wesentlich von der literarischen Vorlage abweicht.

## Inhalt
Der im Krieg verwundete Nat Hocken lebt mit seiner Frau und den beiden Kindern zurückgezogen und bescheiden in einem Cottage an der Küste von Cornwall und arbeitet an drei Wochentagen auf einer benachbarten Farm. An einem Dezembertag, nach einem Wintereinbruch, beobachtet er auffällige Schwärme von Vögeln, misst dem aber zunächst keine besondere Bedeutung bei. Das ändert sich, als er nachts seine Kinder schreien hört. Durch ein offenes Fenster in deren Zimmer ist eine große Zahl kleiner Vögel – Rotkehlchen, Blaumeisen, Sperlinge und dergleichen – eingedrungen, die ihn im Dunkeln angreifen, als er nachsehen kommt. Als es Morgen wird, findet er 50 tote Vögel in dem Zimmer. Er berichtet den Vorfall seinen Nachbarn auf der Farm, wird aber nicht ernst genommen. Als er die toten Vögel am Strand vergraben will, bemerkt er, dass zigtausende von Möwen auf den Wellen treiben und auf etwas zu warten scheinen. Nach Hause zurückgekehrt, hört er im Radio eine Meldung, dass aus ganz England Berichte über sich ungewöhnlich verhaltende Vogelschwärme einträfen und es vereinzelt zu Angriffen gekommen sei, was ihn veranlasst, vorsichtshalber die Fenster mit Brettern zu verschließen und auch die Schornsteine zu sichern.
Als Nat seine Tochter Jill vom Schulbus abholt, begegnet er seinem Nachbarn, der sich von den Meldungen unbeeindruckt zeigt und beabsichtigt, ein paar von den Möwen zum Spaß abzuschießen. Der Nachbar nimmt Jill im Auto mit und Nat geht zu Fuß zurück zum Cottage. Kurz bevor er das Haus erreicht, wird er angegriffen und entkommt mit Mühe den Vögeln, die sich selbstmörderisch auf ihn herabstürzen. Die Familie verbarrikadiert sich in der Küche. Man hört im Radio, dass ein nationaler Notstand bestünde und jedermann aufgerufen sei, für die eigene Sicherheit zu sorgen. Am nächsten Morgen sollen weitere Meldungen und Verhaltensanweisungen folgen. Am Morgen bleibt das Radio jedoch stumm und auch die anderen Sender schweigen. Da es an Vorräten mangelt, unternimmt Nat zusammen mit seiner Familie während der Ruhephase der Vögel eine Expedition zur benachbarten Farm, wo er die Leichen des Farmers, dessen Frau und des Farmarbeiters findet. Mit den Vorräten von der Farm kehrt er mit der Familie in sein Haus zurück. Dann greifen die Vögel erneut an. Nat sitzt in der Küche vor dem Kaminfeuer und raucht seine letzte Zigarette.

## Hintergrund
The Birds erschien erstmals 1952 als Teil von The Apple Tree, der ersten von Du Maurier veröffentlichten Sammlung von Erzählungen. Eine erweiterte Fassung von The Apple Tree erschien im folgenden Jahr unter dem Titel Kiss Me Again, Stranger. Von der Presse wurde der Erzählungsband ungünstig aufgenommen. Man nahm Anstoß an dem neuen Ton der Erzählungen einer Autorin, die man bislang als Verfasserin sentimentaler Geschichten eingeordnet hatte. Die Journalistin Nancy Spain schrieb im Daily Express, dass die Erzählungen des Bandes inspiriert seien von „Missbildung, Hass, Erpressung, Grausamkeit und Mord“. Dem Erfolg beim Publikum tat dies keinen Abbruch.
Alfred Hitchcock hatte sich bereits im Jahr des Erscheinens die Filmrechte gesichert und 1959 erschien die Erzählung als erstes Stück in der von Hitchcock herausgegebenen Anthologie Alfred Hitchcock Presents: My Favorites in Suspense. Zusammen mit Dreh dich nicht um (Originaltitel: Don't Look Now, 1970, auch als Übersetzung unter dem Titel Wenn die Gondeln Trauer tragen, der Verfilmung von Nicolas Roeg von 1973) ist Die Vögel die bekannteste Erzählung von Du Maurier. Die Popularität, welche die Erzählung durch Hitchcocks Filmadaption von 1963 gewann, spiegelt sich auch darin, dass die Penguin-Taschenbuchausgabe von The Apple Tree im gleichen Jahr nun unter dem Titel The Birds and Other Stories erschien.
Inspiration der Geschichte soll ein von Du Maurier beobachteter Angriff von Möwen auf einen Bauern auf offenem Feld gewesen sein. Auch in einer Kurzgeschichte des walisischen Fantasy-Autors Arthur Machen (The terror: a mystery, 1917) findet sich bereits das Motiv der Vogel- und Insektenschwärme, die sich in Tötungsabsicht gezielt gegen Menschen wenden.

## Adaptionen

### Filme
Mit der Verfilmung durch Alfred Hitchcock zeigte sich Du Maurier wenig zufrieden. Sie hatte den Film im Jahr des Erscheinens in England gesehen, war zwar von den Spezialeffekten beeindruckt, missbilligte aber die weitgehende Umgestaltung der Handlung im Skript von Evan Hunter. Auch die Verlegung der Handlung von Cornwall ins kalifornische Bodega Bay fand nicht ihren Beifall. Immerhin aber war der Film ein internationaler Erfolg, Du Maurier war jedoch irritiert, dass Hitchcock sie als Autorin kaum erwähnte, obwohl Die Vögel – nach Riff-Piraten und Rebecca – bereits die dritte Verfilmung einer Vorlage von ihr durch Hitchcock war.
2007 verfilmte Sheldon Wilson mit Die Vögel – Attack From Above (Originaltitel: Kaw) den Stoff erneut.
Neben diesen Spielfilmen gab es weitere Adaptionen in Fernsehfilmreihen.

### Hörspiel
Bereits im Jahre 1952 produzierte der Südwestfunk gemeinsam mit dem Bayerischen Rundfunk und Radio Bremen eine gut 73-minütige Hörspielfassung von Bruno E. Werner, zu der Siegfried Franz die Musik schrieb.
Unter der Regie von Karl Peter Biltz sprachen u. a. Josef Sieber (Nat Hocken), Otti Schütz (Ann Hocken), Victor Weiss (Tom Hocken), Gudrun Gewecke (Jill Hocken), Tim Elstner (Jonny Hocken) und Kurt Ebbinghaus (Harry Trigg).
Die Erstausstrahlung fand am 2. Dezember 1952 statt.

## Ausgaben
- Erstdruck: The Birds. In: Good Housekeeping. Oktober 1952.
- UK-Erstausgabe: The Birds. In: The Apple Tree: A Short Novel and Some Stories. Gollancz, 1952.
- US-Erstausgabe: The Birds. In: Kiss Me Again, Stranger. Doubleday, 1953.
- Taschenbuch: The Birds. In: The Birds and Other Stories. Penguin, 1963.
- E-Book: The Birds. In: The Birds and Other Stories. Little, Brown, 2013, ISBN 978-0-316-25360-4.
- Deutsch:
  - Die Vögel. Bertelsmann, Gütersloh 1958.
  - Die Vögel. In: Die Vögel – Crime Stories, Scherz Verlag, Bern München Wien 1998, ISBN 3-502-79144-9.
  - Die Vögel. In: Die Vögel / Wenn die Gondeln Trauer tragen : Erzählungen. Übersetzt von Eva Schönfeld. Fischer-Taschenbuch-Verlag, Frankfurt am Main 2005, ISBN 3-596-16673-X.
  - Die Vögel. In: Die Vögel & Wenn die Gondeln Trauer tragen : Zwei Erzählungen. Übersetzt von Christel Dormagen und Brigitte Heinrich. Insel, Frankfurt am Main 2018, ISBN 978-3-458-36321-7, ISBN 978-3-458-75180-9 (E-Book).
- Hörbuch:
  - Hannelore Hoger, Sophie Rois, Jan Josef Liefers … lesen Die Daphne-du-Maurier-Box. 2 CDs. Argon-Verlag, Berlin 2007.
  - Die Vögel. Gelesen von Jens Wawrczeck. Übersetzung von Christel Dormagen und Brigitte Heinrich. vitaphon, Hamburg 2018, ISBN 978-3-942210-49-2.